# Constantin Georg Alexander Winkler

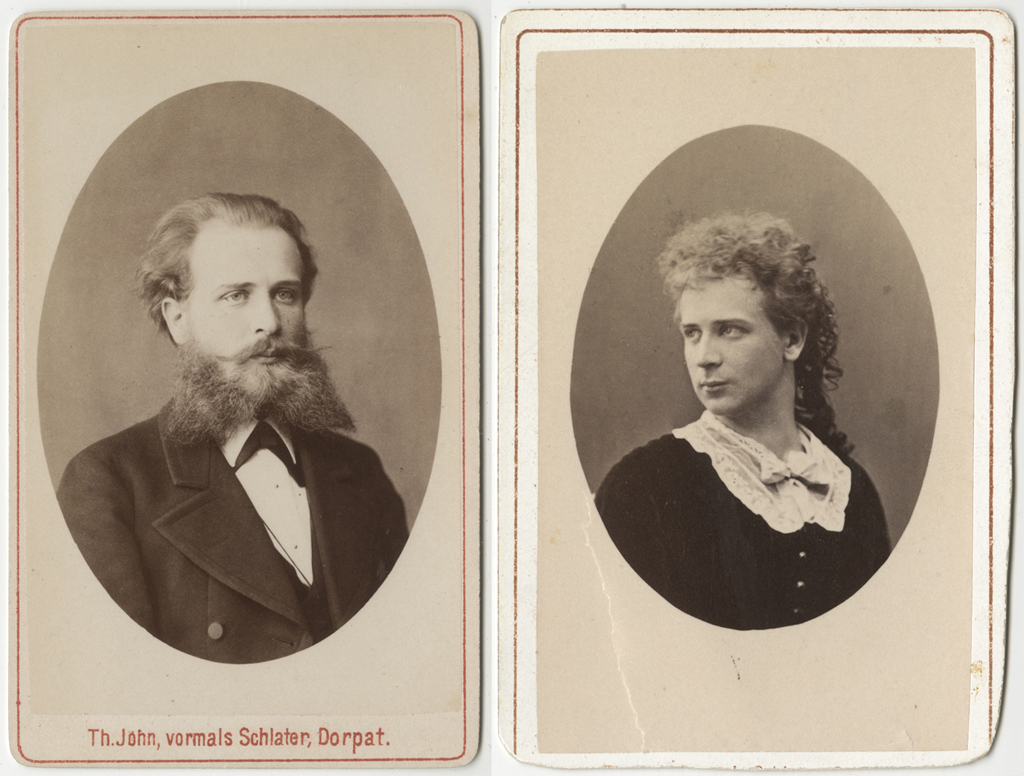
Constantin Georg Alexander Winkler (links)

Constantin Georg Alexander Winkler, auch Konstantin Winckler (russisch Константин Юльевич (Константин Георг Александр) Винклер; * 2. Junijul. / 14. Juni 1848greg., Medwedewo im Bezirk Welikije Luki; † 1900 in Wesenberg), war ein russlanddeutscher Botaniker. Sein offizielles botanisches Autorenkürzel lautet „C.Winkl.“

## Leben und Wirken
Winkler studierte von 1867 bis 1874 an der Kaiserlichen Universität Dorpat, arbeitete von 1874 bis 1879 im Botanischen Garten in Dorpat und war von 1893 bis zu seinem Tod 1900 leitender Botaniker am Botanischen Garten St. Petersburg.
Er heiratete 1894 seine zwanzigjährige Cousine Erna, eine Tochter seines Kollegen Edmund Russow.

## Ehrentaxon
Die Pflanzengattung Winklera Regel aus der Familie der Kreuzblütler (Brassicaceae) ist nach ihm benannt worden.